# Židlochovice

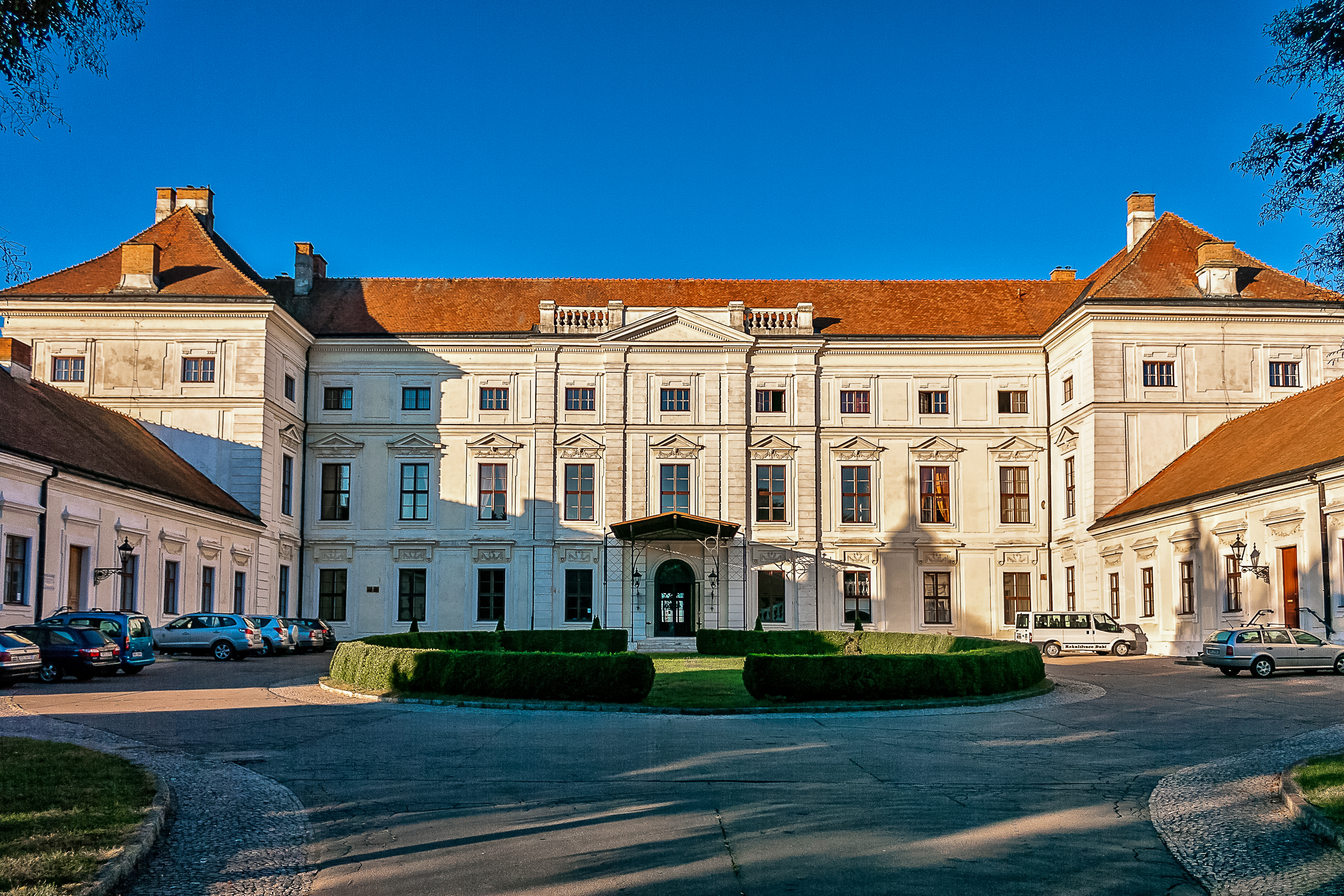
Schloss Seelowitz

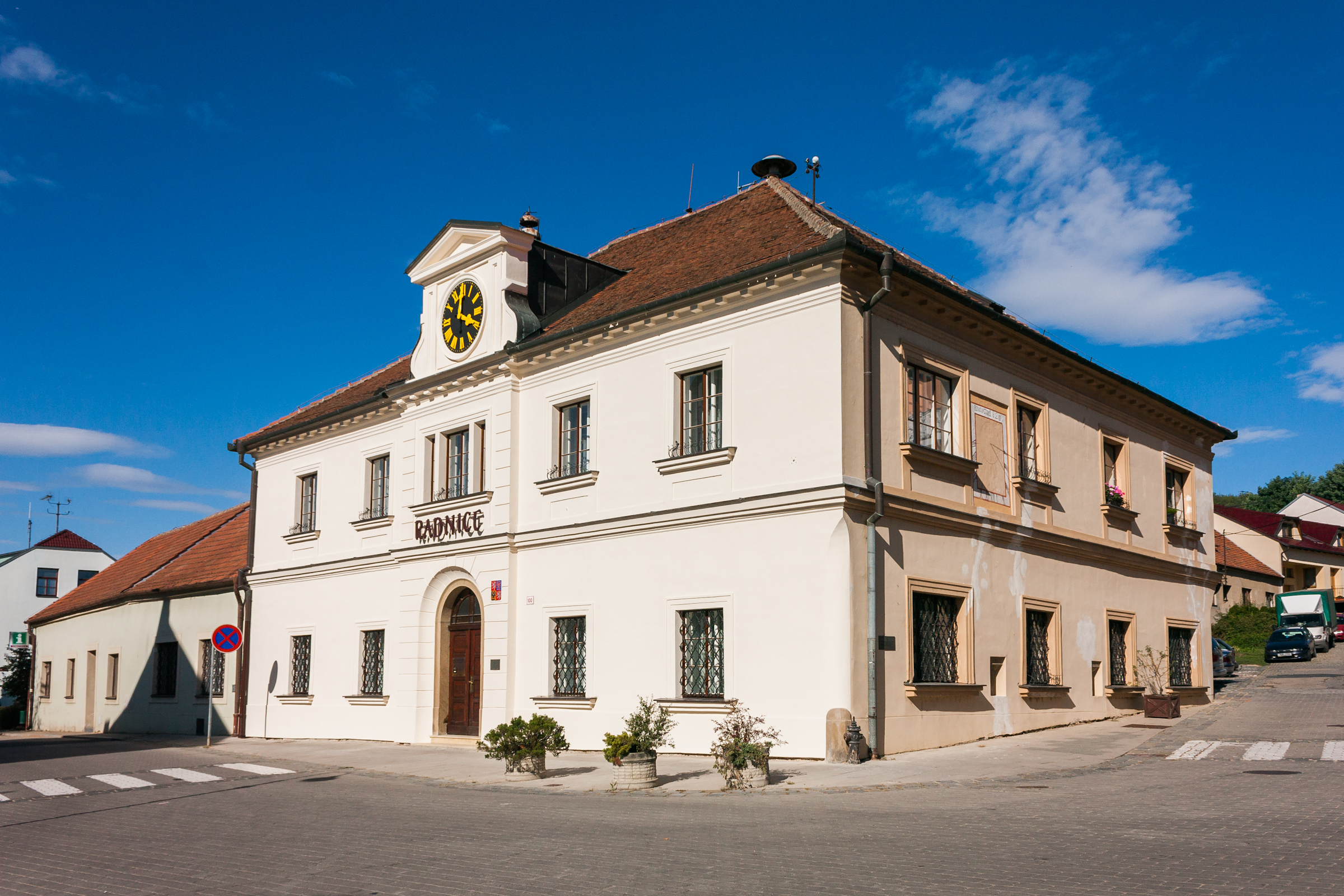
Rathaus

Židlochovice (deutsch Groß Seelowitz, auch Seelowitz, älter Selchwitz) ist eine Stadt in Tschechien. Sie liegt 17 Kilometer südlich des Stadtzentrums von Brünn und gehört zum Okres Brno-venkov.

## Geographie
Židlochovice liegt an der Einmündung der Litava in die Svratka in der südmährischen Thaya-Schwarza-Talsenke. Östlich der Stadt erhebt sich der Výhon (355 m).
Nachbarorte sind Vojkovice im Norden, Opatovice und Blučina im Nordosten, Nosislav im Südosten, Přísnotice im Süden, Žabčice und Unkovice im Südwesten sowie Hrušovany im Westen.

## Geschichte
Die ältesten archäologischen Funde stammen aus der Anfangszeit der slawischen Besiedlung. Die erste urkundliche Erwähnung von Selowiz erfolgte 1237 in einer Urkunde Wenzels I. Der Ort war der Sitz der gleichnamigen Vladikenfamilie. Um 1350 besaßen die Füllsteiner den Ort. Von ihnen erwarb 1353 Markgraf Johann Heinrich den Ort einschließlich der Wasserfeste. Während dieser Zeit wurde Seelowitz zum Städtchen erhoben und der Weinbau nahm seine Anfänge. 1379 verlieh Jobst von Mähren den Winzern das Weinbergrecht (Horenské právo). 1407 überließ Jobst den Ort an Wilhelm Zajíc von Waldeck. 1420 erwarben die Waldsteiner den Besitz, ihnen folgen ab 1454 die Boskowitzer und ab 1508 Wilhelm II. von Pernstein. Die Herren von Zierotin, welche seit 1564 Seelowitz besaßen, übten religiöse Toleranz aus. Dadurch siedelten sich Mährische Brüder und Täufer in dem Städtchen an. Friedrich von Zierotin ließ 1570 die Wasserfeste zu einem Renaissanceschloss umgestalten. Nachdem Johann Dionys von Zierotin ohne männliche Nachkommen verstorben war, verkaufte die Erbengemeinschaft am 13. Oktober 1616 die Herrschaft Seelowitz mit der Stadt Pohrlitz, den Städtchen Seelowitz, Lautschitz, Menitz und Nußlau sowie den Dörfern Woikowitz, Nikoltschitz, Krepitz, Prisnotitz, Schabschitz, Unkowitz, Pribitz, Eibis, Moleis, Medlau und Laatz für 400.000 mährische Gulden an Adam von Waldstein.
1714 kaufte der Obersthofkanzler Graf Philipp Ludwig Wenzel von Sinzendorf die Herrschaft Seelowitz von seiner Frau Rosina Katharina Isabella, geborene Gräfin von Waldstein und ihrer Schwester Maria Anna Franziska von Paar für 660.000 Rheinische Gulden. Nach dem Tode des Grafen Sinzendorf verkauften dessen drei Söhne Seelowitz und das Gut Rohrbach 1743 an Leopold von Dietrichstein. Dieser überließ die Herrschaft einschließlich des neu errichteten Jagdschlosses Leopoldsruhe für 1.130.000 Rheinische Gulden seinem Bruder Karl Fürst von Dietrichstein.
1819 verkaufte dessen Sohn Franz Joseph die Herrschaft Seelowitz einschließlich des Gutes Rohrbach sowie die Güter Groß Niemtschitz und Pürschitz für insgesamt 1.500.000 Gulden an Albert Kasimir von Sachsen-Teschen.
1837 entstand in Seelowitz eine Zuckerfabrik. Der Besitzer Julius Robert entwickelte 1865 das nach ihm benannte Verfahren der Robert-Diffusion zur Saftextraktion bei der Rübenzuckerherstellung. Robert setzte auf seinem Gut eine Corbin-Feldbahn und den ersten Dampfpflug Mährens ein.
Nach der Aufhebung der Patrimonialherrschaften wurde Seelowitz ab 1850 zum Sitz eines Bezirksgerichts. 1873 erfolgte die Erhebung zur Stadt. 1880 lebten in der Stadt 2651 Menschen, darunter 585 Deutsche. 1893 entstand eine deutsche Minderheitenschule.
Im Jahre 1895 entstand die knapp drei Kilometer lange Lokalbahn nach Rohrbach bei Brünn (Hrušovany u Brna) als Anschluss zur Österreichischen Nordbahn. Nach dem Ersten Weltkrieg wurde der seit 1819 in Groß Seelowitz residierende Zweig der Habsburger enteignet. Der Gutsherr Erzherzog Friedrich bemühte sich vergeblich um die Rückgabe des Schlosses, welches zum Sommersitz des Präsidenten Tomáš Garrigue Masaryk wurde.
Zwischen 1949 und 1960 war Židlochovice Bezirksstadt des gleichnamigen Okres. 1979 wurde der Personenverkehr auf der Lokalbahn nach Hrušovany u Brna eingestellt. Am 15. Dezember 2019 wurde der Verkehr Hrušovany u Brna–Židlochovice nach Elektrifizierung mit 28 Zugpaaren wiederaufgenommen.

## Stadtgliederung
Für die Stadt Židlochovice sind keine Ortsteile ausgewiesen.

## Städtepartnerschaften
- Gbely, Slowakei

## Sehenswürdigkeiten

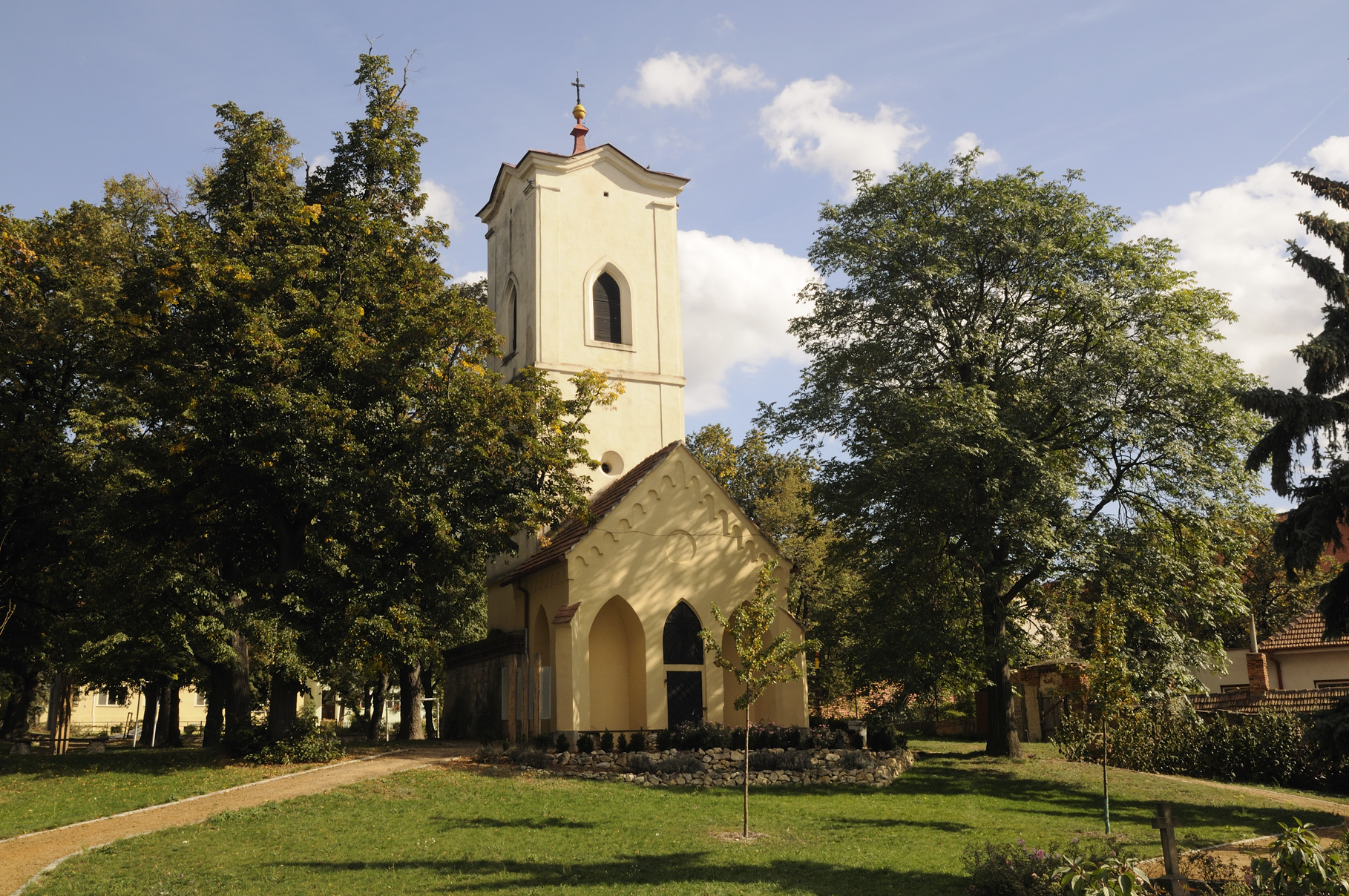
Der Glockenturm auf dem alten Friedhof

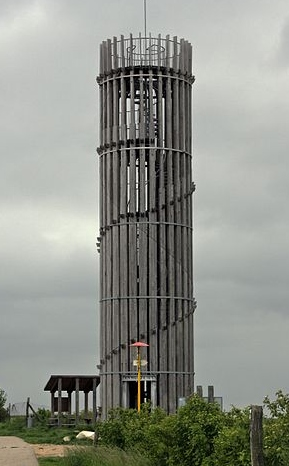
„Akazienturm“ (Akátová věž) 2013

- Rathaus, erbaut 1559 unter Wilhelm von Pernstein
- Barocke Kirche der Hl. Kreuzerhöhung, erbaut 1724–30 durch Johann Lucas von Hildebrandt. Der Bau wurde vom Grafen Sinzendorf finanziert.
- Barocke Statuen am Aufgang zur Kirche, geschaffen von Johann Stern
- Alter Friedhof mit Glockenturm von 1446
- Schloss Židlochovice, unter Friedrich von Žerotín erfolgte 1570 der Umbau der aus dem 14. Jahrhundert stammenden Wasserfeste zum Schloss, Philipp Ludwig von Sinzendorf ließ zwischen 1722 und 1728 das Schloss durch Joseph Emanuel Fischer von Erlach barock umgestalten, später wurde es vom Landschaftsgärtner Charboniére mit einem Schlosspark umgeben. Seit 1819 im Besitz der Habsburger, später Sommerresidenz des tschechoslowakischen Staatspräsidenten
- Strejcův sbor, Haus der Brüdergemeinde und Gruft derer von Zierotin, benannt nach Jiří Strejc (1536–1599), das historische Haus ist eine der wenigen erhalten Objekte der böhmisch-mährischen Brüderunität
- Akátová věž („Akazienturm“), ein runder 17,7 m hoher Aussichtsturm auf dem Berg „Výhon“ 354,4 m/M. im Osten der Stadt. Gebaut aus Robinienholz (populär auch „Scheinakazie“) und Stahl im Jahr 2009

## Söhne und Töchter der Stadt
- Wilhelm Marx von Marxberg (1815–1897), Wiener Polizeipräsident
- Wenzel von Linhart (1821–1877), Mediziner, Hofrat, Professor der Chirurgie
- Maurice Strakosch (1825–1887), Komponist und Konzertunternehmer
- Anton Jelinek (1855–1931), Stadtbaumeister, Bürgermeisterstellvertreter und Ehrenbürger von Brünn
- Friedrich von Österreich (1856–1936), österreichisch-ungarischer Feldmarschall, Heerführer im Ersten Weltkrieg, Großgrundbesitzer und Unternehmer
- Maria Christina von Österreich (1858–1929), kaiserliche und königliche Prinzessin, Erzherzogin von Österreich
- Karl Stephan von Österreich (1860–1933)
- Eugen von Österreich-Teschen (1863–1954)
- Josef Jelinek (1864–1934), Abgeordneter der deutschen Minderheit